# Rede Mundial
Rede Mundial (também conhecida como TV Mundial) é uma emissora de televisão brasileira, instalada na cidade de São Paulo. Pertence à Intertevê Serviços, grupo de comunicação da Igreja Mundial do Poder de Deus, de Valdemiro Santiago.

## História
A emissora foi inaugurada em 2006, através da transmissão apenas na TV a cabo e também via Internet.
Em 10 de agosto de 2008, a TV Mundial passou a ser transmitida em UHF na Grande São Paulo e em sinal aberto nas parabólicas pela Rede 21. Em novembro, a igreja inaugurou a Cidade Mundial: A Mão de Deus Está Aqui, um complexo de estúdios de televisão de 400 m². O complexo possui diversos cenários para gravações e uma área para apresentador e convidados, painéis com o logotipo da igreja e imagens de animais e réplica de uma montanha.
Em 11 de dezembro de 2008, a Igreja Mundial do Poder de Deus arrendou horários na Rede Bandeirantes para a transmissão da TV Mundial. A programação da TV Mundial foi restrita ao período das 2h às 6h da manhã. No mesmo mês, a IMPD também comprou espaço na Rede CNT para a transmissão da TV Mundial, no período das 17h às 19h.
Em 15 de dezembro, 4 dias depois de inauguração, dirigentes da TV IMPD conseguem que a emissora tenha a transmissão em rede nacional: a Rede 21, por 22 horas.
Em 2009, ganha primeiras afiliadas e retransmissoras no Brasil: Boas Novas (Amazonas e Capitais), TV Brasil Oeste (Mato Grosso), TV Alagoas (Alagoas)  e o canal 19 UHF (Grande Teresina).
No dia 15 de setembro de 2009, a TV Mundial passou a ter seu sinal retransmitido pela TV Alagoas. Quando o canal resolveu trocar o SBT pela TV Mundial, surpreendeu até mesmo Silvio Santos e aos telespectadores da emissora, que não foram informados previamente da mudança. A emissora foi duramente criticada pela atitude sem prévio aviso e até acusada de transformar a televisão em local de telecultos de igreja evangélica, a desrespeito da maioria católica da população do Estado O valor do contrato foi revelado: a igreja pagava a emissora R$ 650.000 reais dos R$ 1.000.000 de reais que a igreja arrecada por mês dos pouquíssimos fiéis da igreja em Alagoas. A emissora se arrependeu do acordo e por conta dos atrasos no pagamento de aluguel, pressão dos telespectadores e baixíssimos índices de audiência, resolveu voltar à transmitir desde do dia 31 de maio de 2010 o sinal do SBT.
Em fevereiro de 2011, a emissora passa ter sinal em Campo Grande, Mato Grosso do Sul, através do canal 46 UHF, que até então retransmitia a RedeTV!. Valdemiro não renova com a Boas Novas e desde o dia 30 de junho de 2011, o sinal de sua emissora não é mais transmitido, para Norte do Brasil. Em janeiro de 2014, a Boas Novas voltou a transmitir o sinal da emissora.
Em 16 de junho de 2012, às 00:00, o sinal da emissora chega no Rio de Janeiro através da TV Passaponte canal 32 UHF, no lugar da SescTV.
Em julho de 2012, a TVCi corta a parceria com o canal Esporte Interativo, para transmitir a emissora de Valdemiro Santiago no estado do Paraná. No dia 19 de março de 2017, a RCI volta a transmitir a Rede Mundial.
No fim de setembro alugou um canal inteiro na NET, o custo mensal da ocupação do canal na TV por assinatura, custa aproximadamente 500 mil reais, o mesmo preço da Rede 21. Santiago poderia desistir da programação do canal 21, mas agora o contrato foi renovado até 2015. Os arredamentos custam 18 milhões de reais mensais, para Igreja Mundial do Poder de Deus isso tudo somando rádio e emissoras de TV pequenas espalhada pelo Brasil. Recentemente o apóstolo estava devendo a Rede Bandeirantes, proprietária da Rede 21, mas o religioso já pagou a dívida, colocando um imóvel em Santo Amaro como garantia, além disso ele vendeu uma de suas fazendas para ajudar no quitamento do débito que tinha.
Em novembro de 2013, a Mundial perde a Rede 21 para a sua principal concorrente, a Igreja Universal do Reino de Deus do Bispo Edir Macedo. Foi alegado que a Mundial atrasou o pagamento ao Grupo Bandeirantes, com isso, perdeu tanto a Rede 21 quanto as madrugadas da Rede Bandeirantes.
No dia 1º de dezembro de 2013, a TV Mundial abre o seu sinal para o satélite Star One C2 com novo nome IMPD TV, numa frequência pertencente a RedeTV!. Em 25 de julho de 2014 deixou de ser transmitida esse frequência, voltando a ser ocupada pela RedeTV!.
Em junho de 2015, a TV Mundial perde a TVCi como uma de suas afiliadas. Em julho de 2016, o canal deixa de ser transmitido pela NET por descumprimento de contrato e falta de pagamento por parte da igreja à operadora.
Em 25 de maio de 2018, a Rede Mundial volta a ter o seu sinal analógico transmitido pelo satélite Star One C2, em uma nova frequência, onde permaneceu ate 29 de junho de 2019.
Em 26 de novembro de 2021, a Rede Mundial assumiu 22 horas de programação do canal 32 de São Paulo, que anteriormente era ocupado pela Loading. O valor do contrato não foi revelado.

## Programas
Os programas da emissora são integralmente formados por cultos e religiosos além do Na Sua Opinião apresentado por Dennis Munhoz com assunto polêmico, exibidos ao vivo durante o dia e reprisados pela madrugada, mas que atualmente está restrito por falta de pagamento. A audiência gira em torno de 0,5, o recorde de pontuação da emissora foi de 1,5 dando mais audiência conseguindo superar o Primeiro Jornal, da Band, por exemplo.

### Nas outras emissoras
- A Igreja adquiriu 22 horas diárias de programação da Rede 21 e possui programas de 2 a 4 horas na RedeTV! e TV Alagoas (manhã), na CNT (manhã e noite), na Boas Novas (manhã e noite), e na Rede Gênesis (manhã, tarde e noite).
- Também comprou 22 horas diárias de programação da Rede Mercosul no Paraná.[33]
- Também adquiriu 22 horas diárias de programação da TV Médio Norte (atual TV Brasil Oeste), que também se afiliou à Rede 21.
- Desde maio de 2009, tem 24 horas de programação diária do canal 2 VHF na cidade de Palmas, Estado do Tocantins, assim inaugurando a TV Igreja Mundial.
- Em Salvador aluga horários pela parte da manhã da TV Aratu, afiliada do SBT, e na CNT Bahia de manhã e de tarde.
- Em setembro de 2009, aluga quase integralmente a programação da TV Alagoas, até então afiliada ao SBT em Maceió. A grade da emissora fica restrita a apenas dois programas locais, o restante é preenchido pelos cultos e programas religiosos da Igreja. Em junho, a TV Alagoas volta a transmitir a programação do SBT, por conta de atrasos no pagamento do aluguel do sinal da emissora alagoana por parte da Igreja Mundial.
- Também desde setembro de 2009, a programação da TV Mundial entrou no ar através do canal 38 UHF em Porto Alegre e Região Metropolitana transmitida 24 horas por dia. Depois de Porto Alegre e Palmas, vieram as retransmissoras em Salvador (nos canais 26 e 39, pela Rede 21 no canal 48) e Fortaleza no canal 54, até então era RIT por quase 7 anos.
- Em 29 de março de 2010, a TV Verde Azul tornou-se afiliada através do canal 57 UHF no Rio de Janeiro.
- Em abril, a emissora inaugura retransmissora em São José (Grande Florianópolis), pelo canal 50.[34]
- Logo após, inicia parceria com a TV Nova Nordeste, que também possui programas próprios e também retransmite a Rede Gênesis.[35]
- Em outubro de 2010, a Igreja assina contrato com a TV Miramar, para transmissão Integral da emissora em João Pessoa pelo canal 4  substituindo então à TV Brasil na Capital Paraibana.[36]
- Em agosto de 2011, a Igreja assina contrato com a Rede Bandeirantes, para transmissão de cerca de quatro horas de conteúdo da emissora durante a madrugada, a partir de outubro, substituindo o Espaço Vida Vitoriosa, da Assembleia de Deus Vitória em Cristo.[37]
- Em março de 2012, Valdemiro pagou 1 milhão e 200 mil reais para arrendar 11 horas da programação da Mix TV,[38] porém 5 meses depois, por motivos desconhecidos a emissora jovem voltou a transmitir sua programação normal.
- Desde abril de 2012 a emissora tem 24 horas de programação diária do canal 38 UHF na cidade de Palmas, Estado do Tocantins.
- Em maio, a TV Mundial entra no ar na Capital Paraibana no canal 50 UHF que deverá ser retransmitida apenas por esse canal.[36]
- Em dezembro de 2013, a RBTV alugou os horários para a TV IMPD na programação.
- Em Rondonópolis mesmo com o fim do acordo entre a CNT e a Rede Mundial, o seu sinal continua sendo retransmitido junto com a IURD TV e CNT.
- Em 2014, o Novo Canal passa a retransmitir a programação da Igreja Mundial, no dia 9 de março de 2015 deixou de retransmitir a programação da igreja.
- Em julho de 2014, a Ideal TV passou retransmitir a programação da TV Mundial. Em 21 de março de 2017, a emissora deixa de retransmitir a Rede Mundial e passa retransmitir a TV Universal. A parir do dia 14 de outubro de 2018 voltou a retransmitir a programação, que havia exibido a programação da Rede Mundial de 2014 a 2017.
- No dia 28 de fevereiro de 2016, a RBI passa a retransmitir a programação TV Mundial, mas no dia 13 de março, a RBI TV deixa de retransmitir a Rede Mundial e volta a retransmitir a TV Plenitude. Em julho de 2018, a emissora volta retransmitir a programação da Rede Mundial. Mas em setembro de 2018, a emissora deixa a programação da igreja novamente.
- A emissora possuia diversos horários alugados na TV Brasília afiliada da RedeTV! no Distrito Federal entre 2015 e 2019.
- Em dezembro de 2020, a Rede Brasil passou arrendar 12 horas de sua programação para a Igreja Mundial.[39]
- Em agosto de 2021, a TV Walter Abrahão, arrendou 6 horas de sua programação para a Rede Mundial, mantendo ainda seu espaço na Rede Brasil.
- Ainda em agosto de 2021, a Rede Mundial ganha espaço na TV8 SP.
- Em 28 de novembro de 2021, volta ao sinal principal da Ideal TV, substituindo a Loading provisoriamente, após o projeto da emissora fracassar.
- No dia 8 de dezembro, a Mundial deixa a programação da Rede Brasil, passando a operar novamente na Ideal TV.

### Tentativa de compra de emissoras

#### RedeTV!
Valdemiro tentou aproveitar da crise da RedeTV! para comprá-la, mas foi informado do rombo financeiro que a emissora possui e resolveu se afastar das negociações.

#### CNT
A CNT foi a segunda opção já que a Rede TV! tem um divida imensa, e os donos da emissoras já estão a fim de vender por um preço justo e bom. Lembrando que a emissora tem sede em Curitiba onde a TV Igreja Mundial já transmite seu sinal pela TVCi no Canal 14 UHF. Em março de 2012 o Jornal O Dia publicou uma nota dizendo que Valdemiro Santiago estava com as negociações avançadas para a compra da CNT e que já havia combinado que parte da programação a ser exibida já estava fechada, ou seja a partir de abril de 2013 seriam 12 horas de programação da Igreja Mundial do Poder de Deus. Em fevereiro de 2013 havia anunciado que CNT foi vendida para o apóstolo Valdemiro Santiago com o valor R$ 500.000,00 com 7 prestações. No mês seguinte foi desmentido pela Família Martinez e garantiu que a emissora não foi vendida para o apóstolo. Em setembro de 2013, A Família Martinez, dona da CNT, está se preparando para uma possível venda do canal, que deve ocorrer nos próximos meses. Segundo o jornalista Flávio Ricco, a emissora contratou uma empresa especializada em fusões de empresas e em vendas de marcas, para que ela trate de possíveis acordos para potenciais compradores. No mês passado, o apóstolo Valdemiro Santiago, da Igreja Mundial do Poder de Deus tentou comprar a CNT, mas as conversas não foram para a frente, devido à falta de garantias financeiras do religioso. O fato é que os donos da emissora querem se livrar dela o quanto antes, já que só traz prejuízos. Atualmente, a CNT está com a grande maioria dos seus horários vendidos para terceiros, como igrejas evangélicas e católicas. Em maio de 2014, a emissora vendeu sua grade de 22 horas para a Igreja Universal do Reino de Deus. Em 9 de junho, a CNT passou a retransmitir a TV Universal.

#### MTV
Em Meados de abril de 2012, o português Ongoing e o americano News Corporation (Fox) e Valdemiro Santiago, ficaram interessados em comprar a MTV Brasil, emissora jovem e musical. Porém as negociações cessaram e a MTV tem contrato até 2018, com o grupo americano Viacom. Em outubro de 2013, a MTV passou a ser o canal de TV por assinatura agora operada pela Viacom, o canal da TV aberta operada pelo Grupo Abril que anteriormente transmitia a MTV que tinha contrato com a Viacom passou a se chamar Ideal TV umas das propriedades do grupo. Em julho de 2014, a Ideal passou a retransmitir a programação da Rede Mundial, em agosto a igreja passa ter a grade de 22 horas diárias de programação. Em 21 de março de 2017, passou retransmitir a TV Universal na grade.

#### Rede 21
Valdemiro Santiago estaria negociando a compra da Rede 21, apesar do arrendamento ter sido renovado. Os envolvidos nas negociações não anunciaram e nem se pronunciaram oficialmente sobre as informações. Em 8 de novembro de 2013, a emissora passa a retransmitir a programação da TV Universal. Desde 9 de dezembro de 2022 o canal passou a retransmitir integralmente a programação do Canal Empreender.

#### Emissora nos Estados Unidos
Segundo Portal F5, Valdemiro tentou a compra de um canal à cabo 24 horas voltado aos brasileiros e hispânicos residentes. O canal de Santiago deveria ficar sediado na Flórida, mas nada foi concretizado

## Controvérsias

### Crises em 2009 e 2010
Após uma crise na igreja (por conta das reformas na igreja), atualmente a TV Mundial perdeu a sua programação e por isso o Canal 21 está transmitindo outros programas no lugar dos programas da igreja. Mas as crises passaram e atualmente a rede está com sua programação normal. A TV Mundial também anda devendo cerca de R$ 6 e R$ 10 milhões para Rede TV!, há meses que a emissora não cumpre com seus compromissos.

### Atrasos de pagamento e perda de afiliadas
Em novembro de 2008, pouco depois da decisão da Anatel de acabar com as emissoras que tinham sua programação baseada em vendas, a Rede Mercosul arrenda a emissora para o pastor Valdemiro Santiago, o dono da Igreja Mundial do Poder de Deus, sendo alugadas cerca de 18 horas diárias na programação, mesmo assim, ainda há alguma programação local. Em novembro de 2012, foi anunciado pela própria emissora que ela deixaria de transmitir a TV Mundial para ser afiliada da Record News no Paraná.

### Perda do espaços da CNT e Rede 21
No dia 28 de maio de 2013, Rede CNT deixa de transmitir sinal da TV Mundial, que detinha 12 horas da programação diária da emissora. Com isso, a CNT deixa de retransmitir a programação da Igreja Mundial para investir em programação própria.
Segundo informações dadas pelo Ricardo Feltrin do Universo Online (UOL) em sua coluna, a IMPD perderá seu espaço para Igreja Universal do Reino de Deus a partir do dia 21 de outubro de 2013. Ainda noticiado pela imprensa, Valdemiro estaria devendo cerca de treze a vinte e um milhões a emissora por falta de pagamento.